# Ivory Tower
Ivory Tower is een Frans computerspelontwikkelaar gevestigd in Lyon. Het bedrijf werd in 2007 opgericht. Op 5 oktober 2015 werd bekendgemaakt dat Ivory Tower was gekocht door Ubisoft en als dochteronderneming van de Franse uitgever verder zou gaan.

## Ontwikkelde spellen
| Release | Titel      | Platform                                   |
| ------- | ---------- | ------------------------------------------ |
| 2014    | The Crew   | PlayStation 4, Windows, Xbox 360, Xbox One |
| 2018    | The Crew 2 | PlayStation 4, Windows, Xbox One           |